# Església de Sant Joan Baptista d'Alcalà de Xivert
L'església de Sant Joan Baptista d'Alcalà de Xivert, d'estil barroc, és un temple catòlic situat al centre de la població i seu d'una parròquia del bisbat de Tortosa.
En 1981 s'inicia l'expedient de declaració de l'església i la torre campanar com a monument històric-artístic de caràcter nacional, i el 28 de setembre de 2007 es reconeix el conjunt com bé d'interès cultural, en la categoria de monument.

## Història
El 9 de maig de 1585, el bisbe de Tortosa, davant el deteriorament de la volta, mana es reconstruïsca, i després d'altres visites pastorals insistint en el mateix, es contracta a Martí Garcia de Mendoza, mestre major de la Catedral de Tortosa, per reformar-la, la qual es porta a terme l'any 1610. Amb tot, la volta es plou i en 1625 es reforça la teulada. La càrrega de la nova volta i de la teulada provoquen una inclinació de les parets i apareixen esquerdes en els arcs, i per a solucionar el problema es reforcen les parets i els estreps, però la volta continua amenaçant ruïna.
A principis del segle xviii, amb el temple parroquial deteriorat i insuficient per recollir una feligresia en augment, comença a plantejar-se la construcció d'un nou temple. En 1732 la corporació municipal mana revisar el temple i acorda traslladar el sagrari de la capella de la Comunió a l'altar major de l'església, i poc després el bisbe de Tortosa, Bartolomé Camacho y Madueño, assabentat de la situació, mana traslladar-lo fora l'església, primer a la Capella de la Verge dels Desemparats i després a la Casa de la Vila i, com encara l'espai era insuficient per realitzar els oficis religiosos, es decideix la construcció d'una església provisional, que es va finalitzar el 25 de març de 1733.
El 20 de juny de 1734 es decideix fer una nova església, elegint la Junta de fàbrica i, entre els diversos projectes presentats guanya el mestre arquitecte Josep Herrero, de València. I la licitació de les obres queda en mans de Vicent Carbó i Francesc Garafulla. A finals d'any és derruït el temple antic.
El 12 de març de 1736 comencen les obres i la primera pedra es col·loca el 9 d'abril. Per realitzar els capitells i columnes es contracta el mestre picapedrer Antoni Grangel, per fer les estàtues, a Josep Tomàs, de Vistabella del Maestrat i, per pintar les pilastres de la nau central, a Julià Zaera. El 1745 es designa a Joan Barceló com a mestre principal, qui va acabar les obres l'any 1766.
El nou temple parroquial fou beneït el 27 d'agost de 1766, aprofitant i engrandint les festes locals, amb bous, focs artificials i processons solemnes.
El 29 de maig de 1783, en una Junta General de la població, es decideix construir el Campanar i es nomena una Junta de fàbrica. Les despeses es finançaran amb el trentè. Les obres comencen el 15 d'agost de 1784, quan obrin els fonaments i, finalitzen el 14 de juny de 1803, quan es retiren la bastida i la roda del torn. El mestre d'obres que dissenya la torre i s'encarrega de l'execució de la mateixa és Joan Barceló. A la seva mort, el succeeix Blas Teruel. Aquesta torre, punt final del conflicte entre barroc i neoclassicisme, suposa una utilització lliure del classicisme amb components gòtics, amb una estètica oposada a la decoració interior de la mateixa església però semblant a la façana.
Durant la guerra civil, les vuit estàtues de la façana de l'església i la imatge de Santa Bàrbara que corona la porta d'ingrés al campanar, es van destruir, i des dels anys 60 es tornen a col·locar les imatges, fins a acabar en 1994.
De 1988 fins a 1994 es procedeix a restaurar el cobriment pictòric mural de l'edifici: es restaura l'Apostolat, es netegen i repinten les naus, es fa el bastiment del retaule major, es decora la capella del Sagrament i la fornícula de l'Infant Jesús. I en 1996 és col·locat el nou retaule major.
Durant 2008 i 2009 es rehabilita i consolida el remat del Campanar, i després, en una segona fase, es rehabiliten les sales interiors i l'escala de caragol, i totes aquestes obres de millora del campanar foren inaugurades el 29 d'agost de 2009.
Durant l'any 2010 s'han rehabilitat dues sales a prop del presbiteri, al costat de l'Evangeli, per ampliar l'espai museogràfic de la parròquia.

## Arquitectura

### Estructura
L'església té planta de creu llatina inscrita en un rectangle i el seu espai interior s'articula longitudinalment amb una nau central i dues laterals. Entre els contraforts se situen capelles. El presbiteri és quadrangular amb capçalera recta, i al seu voltant es troben el transagrari, la sagristia i altres dependències. Als peus de la nau, entrant pel primer tram entre contraforts del costat de l'Epístola, es troba la capella de la Comunió, de planta de creu grega amb cúpula sobre el creuer.
La nau central del temple, el presbiteri i els braços del transsepte estan coberts amb volta de canó, amb llunetes per a les finestres la nau central. Les naus laterals, en els seus quatre trams, estan coronades per cúpules, sense tambor i amb llanternons. Sobre el creuer s'alça una cúpula sobre un tambor amb vuit amples finestrals i sense llanternó.
Aquesta església és un dels primers temples on apareix fixat definitivament el model de planta claustral o criptolateral en l'arquitectura valenciana barroca de mitjans del segle xviii. Es fixa definitivament la longitud de la nau en quatre trams, en les naus laterals desapareix qualsevol separació entre els trams copulats, el presbiteri recte manté les mateixes proporcions que els braços del transsepte, i el creuer adapta la seva profunditat a les naus laterals. En el cas concret d'Alcalà, aquesta planta és una imitació quasi exacta de la basílica romana dei Santi Ambrogio e Carlo al Corso.

### Façana

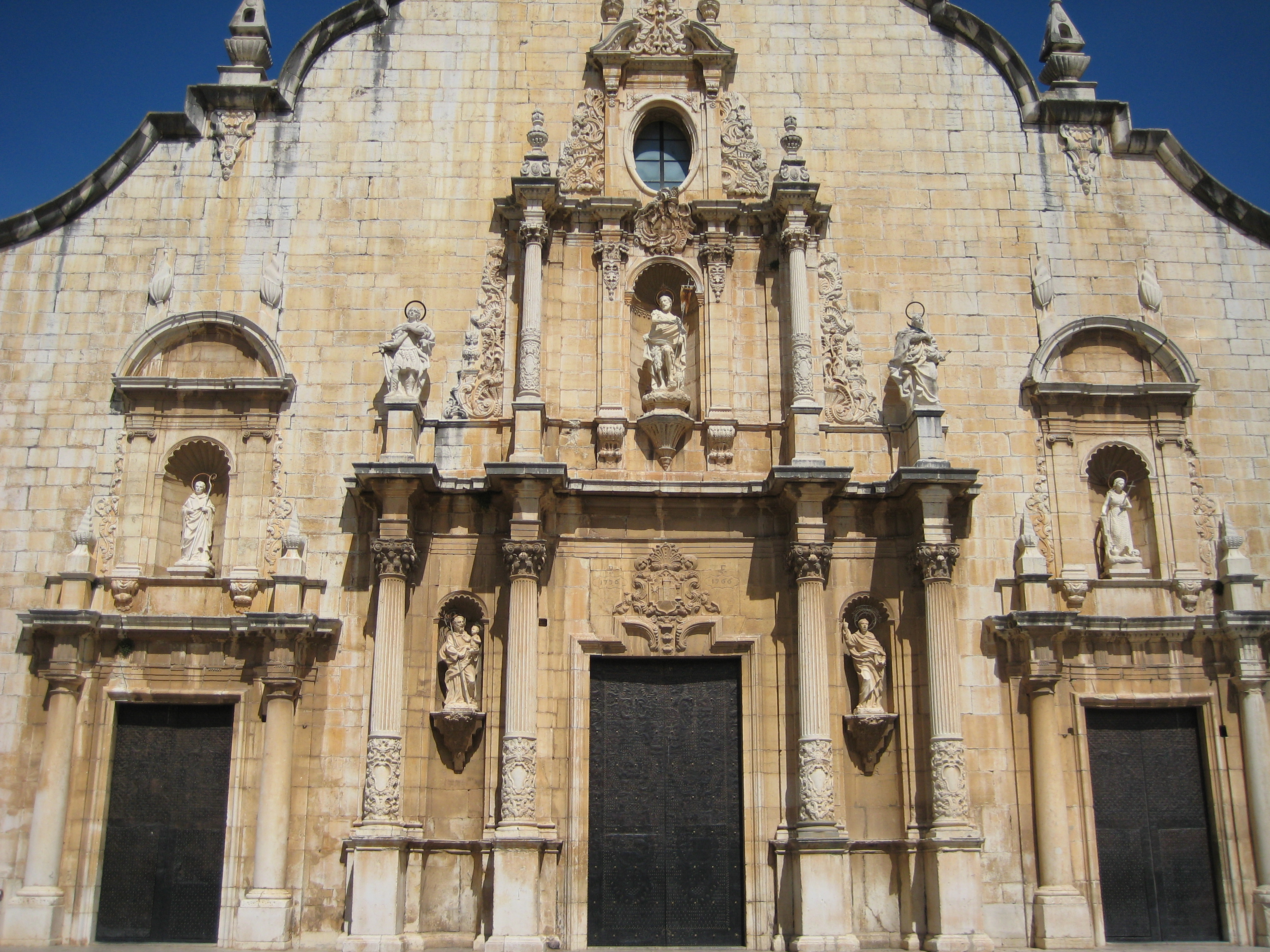

La façana de l'església, recentment atribuïda per Bautista i Garcia a l'arquitecte Joan Josep Nadal, és un gran mur llis de carreus. Aquest frontis està rematat per un perfil mixtilini, coronat per sis flams i per la imatge de Sant Miquel Arcàngel. Presenta tres portades que, disposades simètricament, es corresponen amb les tres naus interiors.
La portada central està articulada en tres nivells. L'inferior té quatre columnes, dos i dos, exemptes sobre podis, d'ordre compost, amb faixes de rocalla al terç inferior i fust acanalat, i retropilastres del mateix ordre, i entre elles, als laterals, dues fornícules amb estàtues de Sant Josep i Sant Vicent Ferrer sobre mènsules, tot emmarcant una obertura amb arc de llinda, i per damunt, l'escut de la població. En el segon nivell, dues columnes corínties, continuació de les centrals del nivell inferior, i igualment decorat el fust, també amb retropilastres, emmarquen una fornícula apetxinada amb l'estàtua de Sant Joan Baptista protegida per pilastres, pilastres i fornícula carregades sobre mènsules, i com a remat de les columnes exteriors del primer nivell, estan situades, sobre podis, les estàtues dels sants màrtirs Sant Iscle i Santa Victòria. I en el tercer nivell, damunt de la fornícula, un ull ovalat emmarcat per pilastres, i als extrems, rematant les columnes inferiors, pitxers, i la finestra està coronada per un frontó curvilini partit, amb relleu vegetal al seu interior, carregat amb pitxers.
Les portades laterals tenen dos nivells, l'inferior, amb columnes toscanes adossades, i el superior, amb una fornícula amb estàtua —de Sant Benet i de Maria Magdalena— delimitada per pilastres jòniques i coronada per un timpà semicircular.

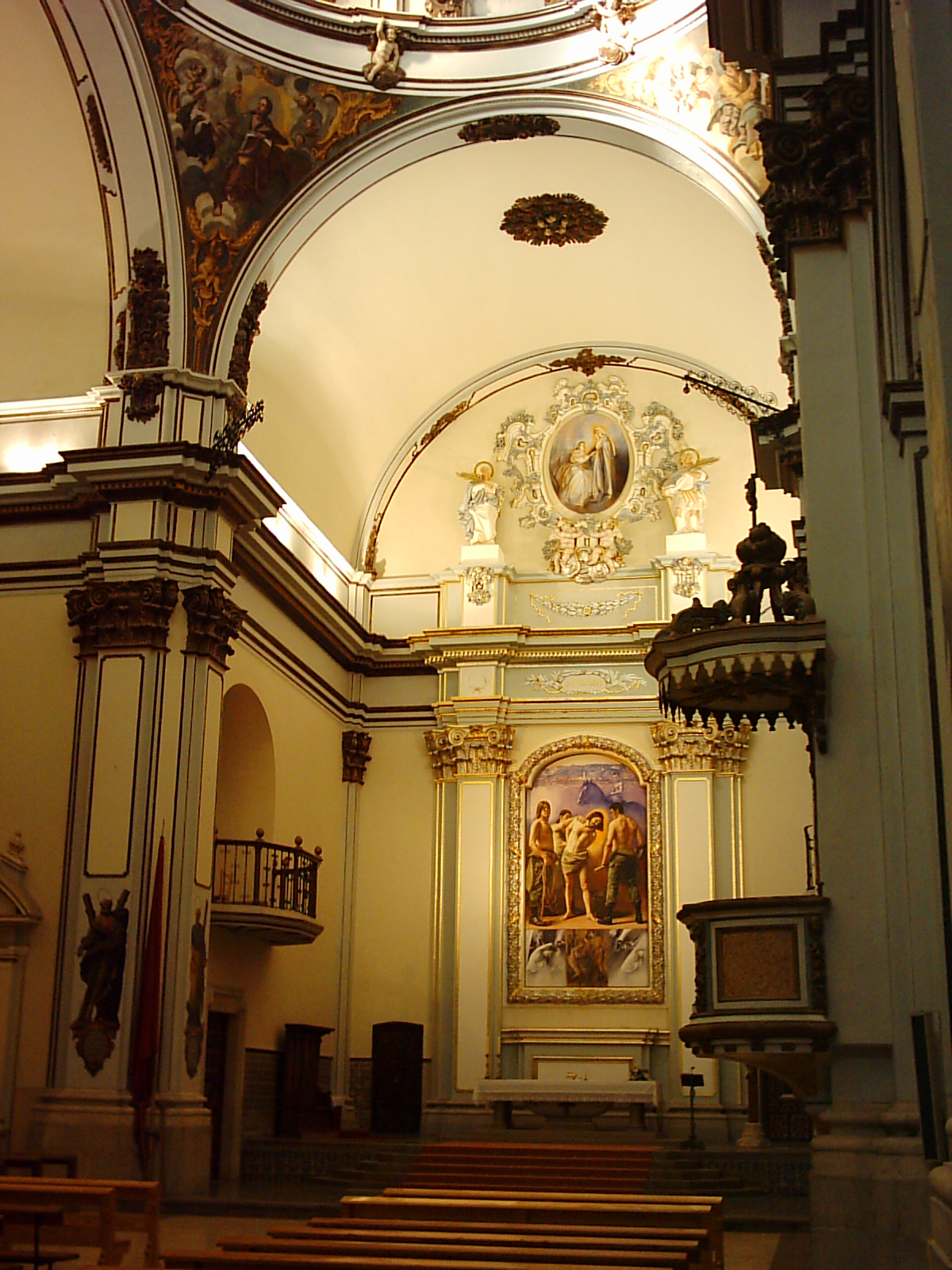

### Interior
L'ornamentació interior està formada per talles d'algeps, obra de Josep Tomàs, i un conjunt de pintures, obra de Julià Zaera. Aquesta decoració es va efectuar conjuntament, en la dècada dels seixanta del segle xviii.
Els algeps que adornen l'església són el conjunt rococó de més qualitat del nord valencià. Els angelets, de variades actituds i expressions, estan plens de gràcia, i els caps degollats permeten veure l'alt nivell en la tècnica de l'autor.
Les pintures de Zaera constitueixen avui en dia el cicle de pintura barroca més important i complet del nord valencià. En elles hi ha moviment sense exageració i en el cas de l'Apostolat un marcat clarobscur, tot emmarcat i sustentat per arquitectures i rocalla rococó. També el contingut, la iconografia, és barroc.
Les pintures murals són una exaltació de l'església militant. Els motius representats a la nau central són l'Apostolat i la Verge. Les petxines del creuer presenten els evangelistes. En les naus laterals els motius al·ludeixen a les advocacions de les capelles. En la capella de la Comunió es representa l'Eucaristia i personatges i escenes relacionades i, els Pares de l'església llatina. I en el transagrari, la decoració pictòrica cobreix el sostre de motius relacionats amb el triomf de l'Església i l'Eucaristía, tant del Nou com de l'Antic Testament.
El retaule major és obra de Vicent Traver Calzada, i es compon de tres parts, que de dalt a baix són: Una pintura oval titulada "Visita de la Mare de Déu a la seva cosina Santa Isabel", aïllada de la resta del conjunt, i el cos central, amb dues parts, "La degollació de Sant Joan Baptista", com a motiu principal, i una predel·la amb tres imatges en la part inferior, la central representant "El bateig de Jesús" i les dues laterals "La dansa de Salomé".

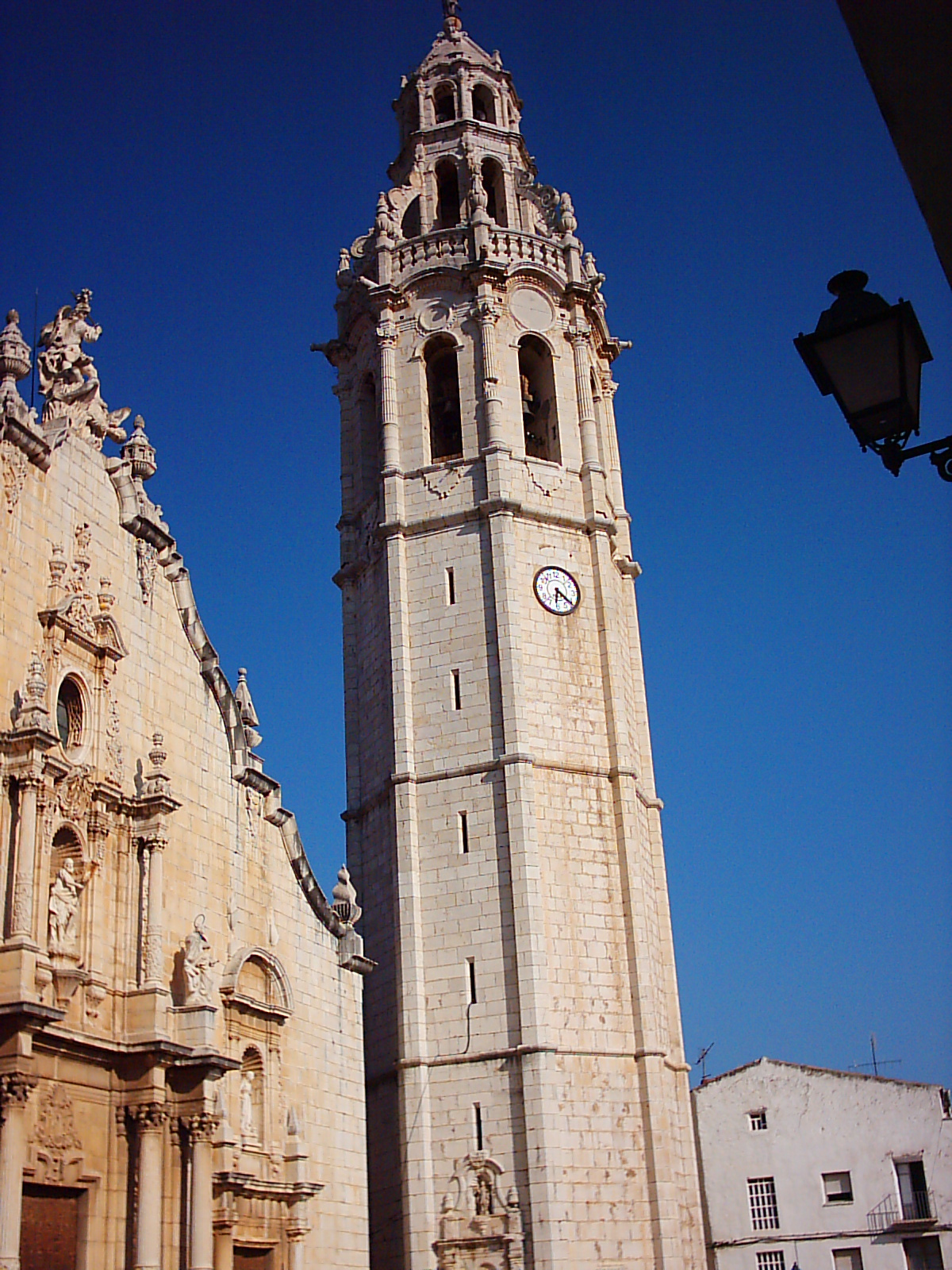

### Campanar
Torre de 69 m, tota de carreus, de planta octagonal, articula el fust amb contraforts als angles i cordons horitzontals. Els tres primers cossos són massissos excepte per la portada i les cinc troneres que donen llum a l'escala de caragol. En el cos de campanes els contraforts són substituïts per columnes semi-adossades d'orde compost, i entre elles, en cada cara, s'obri una arcada allargada de volta de canó, on estan les campanes, i sobre cada una de les arcades se situen òculs cecs que corben l'entaulament i flexionen la balustrada circular que corona el cos.
El remat consta d'un edicle amb dos cossos més prims amb obertures de mig punt i petites columnes als angles, assegurat amb arcbotants que surten de la balustrada. Al cim hi ha una escultura de Sant Joan Baptista, de xifrer recoberta de planxes de plom, esculpida per José Bosch, i que va col·locar el gimnasta José Portollano, ell sol, el 28 d'octubre de 1901.
La portada d'accés s'emmarca per dues pilastres dòriques, coronada per un nínxol amb venera, on es troba l'escultura de Santa Bàrbara.

## Museu parroquial
El museu es troba a l'interior de l'església, en dues sales condicionades al damunt de l'actual sagristia. El conjunt expositiu consta de pintures, algunes d'elles, provinents del retaule major desaparegut durant la guerra civil, del segle xvii, de l'escola de Ribalta, i dos llenços de Vicent Guilló que formaven part de les portes de l'orgue, ornaments i objectes d'orfebreria, destacant aquests darrers, on les peces més importants són:
- Creu processional de 1636, d'argent sobredaurat, repujada i cisellada.
- Calze del segle XV, d'argent sobredaurat, cisellat i repujat amb esmalts translúcids. Punxó de València.
- Calze de la Passió, d'argent sobredaurat, burinat, cisellat i repujat. Punxó de València, de la primera meitat del segle xvi.

A començament de l'any 2011 s'ha instal·lat en dues sales a prop del presbiteri una col·lecció permanent amb 62 esbossos realitzats per Vicent Traver del retaule major, per mostrar i fer comprensible el procés creatiu que va seguir el pintor.